# Piseinotecus divae
Piseinotecus divae is een slakkensoort uit de familie van de Piseinotecidae. De wetenschappelijke naam van de soort is voor het eerst geldig gepubliceerd in 1955 door Er. Marcus.